# Michiganské jezero
Michiganské jezero (anglicky Lake Michigan, v jazyce místních indiánů Velké jezero) je třetí největší jezero v soustavě pěti Velkých jezer v USA v Severní Americe. Jezerem prochází hranice mezi státy Michigan, Indiana, Illinois a Wisconsin. Má rozlohu 57 750 km². Je 494 km dlouhé a maximálně 190 km široké. Průměrně je hluboké 85 m a dosahuje maximální hloubky 282 m. Objem vody je 4918 km³. Leží v nadmořské výšce 176 m.

## Pobřeží
Pobřeží je kopcovité, mírně členité, obklopené jezerními terasami. Na jižním a jihovýchodním břehu jsou duny vysoké 10 až 20 m.

## Ostrovy
Největší ostrovy jsou Beaver (144,56 km²), North Manitou (57,876 km²), South Manitou (21,436 km²), Washington (60,89 km²), Rock (3,945 km²).

## Vodní režim
Do jezera ústí řeky Ford, Menominee, Escanaba na severozápadě a Kalamazoo, Muskegon, Manister, Grand na východě. Michiganské jezero je spojeno s Huronským jezerem průlivem Mackinac (šířka 3 km). Obě jezera vlastně tvoří jedno jezero Michigan-Huron. Příliv je dvanáctihodinový a dosahuje výšky 4 cm. Severní část jezera zamrzá.

## Fauna
Do 50. let 20. století v jezeře žilo mnoho ryb (lososi, mihule, sízy, jeseteři, štiky). Následně začaly v důsledku katastrofálního znečištění mizet (např. lososi). Široce se naopak začaly rozvíjet řasy.

## Využití

### Doprava
Jezero spojuje lodní doprava s ostatními Velkými jezery. Kanálem Chicago-Lockport je spojeno s povodím řeky Mississippi.

### Osídlení pobřeží

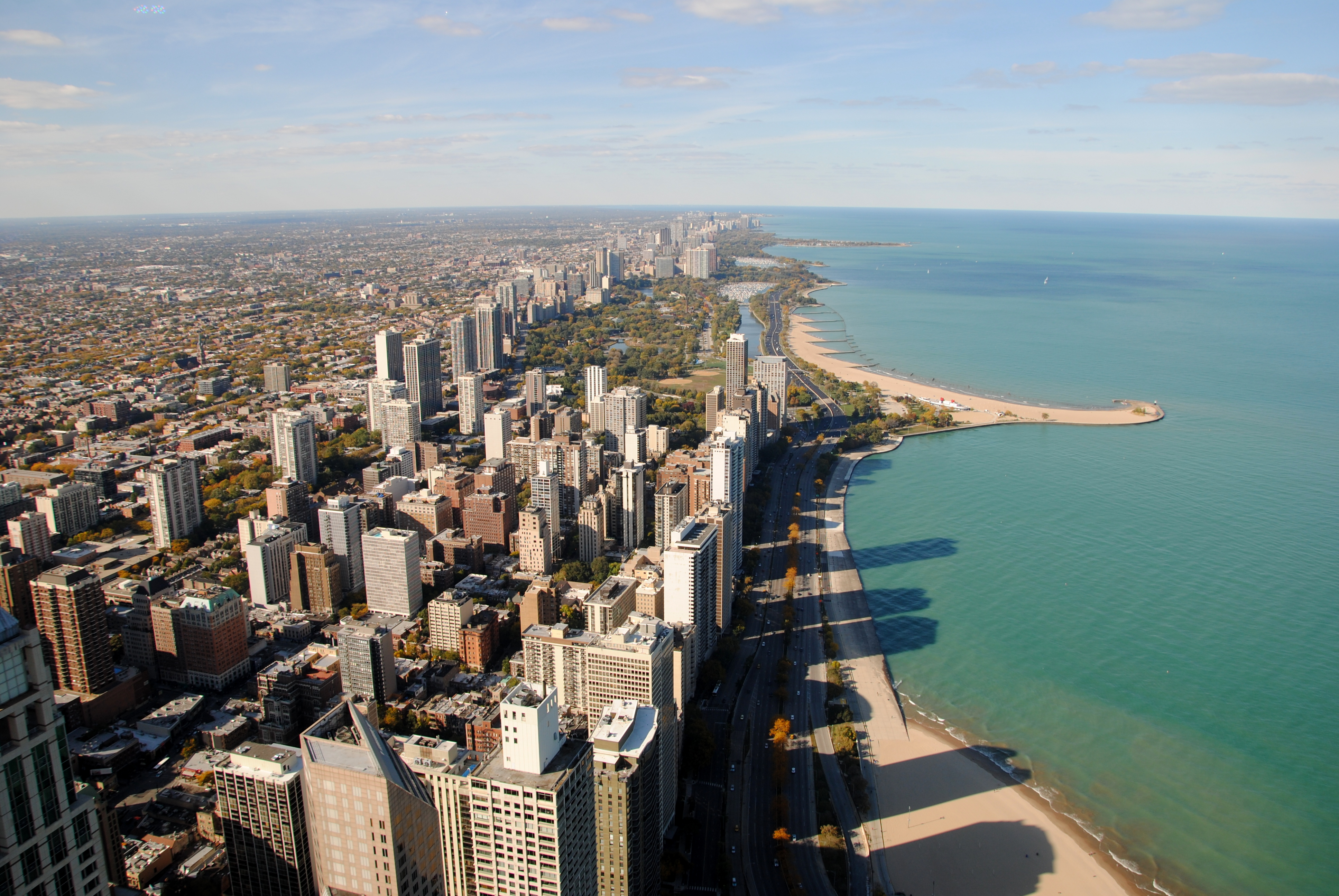
Chicago na břehu Michiganského jezera

- Wisconsin – na západním břehu leží od severu k jihu města Marinette, Green Bay, Two Rivers, Manitowoc, Sheboygan, Wauwatosa, Milwaukee, Racine, Kenosha.
- Illinois – na západním břehu leží od severu k jihu města Zion, Waukegan, Chicago.
- Indiana – na jižním břehu leží od západu k východu města Hammond, Gary, Michigan City.
- Michigan – na severním břehu leží od západu k východu města Menominee, Escanaba, Rapid River, Manistique, Gulliver, Engadine. Na východním břehu to pak jsou od severu Mackinaw City, Charlevoix, Traverse City, Ludington, Muskegon, Norton Shores, Grand Haven, Holland, Benton Harbor.